# Pransbodarna
Pransbodarna är ett fäbodställe i ostslutning ned mot Årbosjön, Rönnäs fjärding, Leksands socken och kommun.
Middagsbodarna saknas såväl i fäbodinventeringen 1663 som på Holstenssons fäbodkarta 1668. Genom en uppgift i domboken 1662 framgår dock att Middagsboderna redan då var ett etablerat fäbodställe. Vid storskiftet fanns 7 nominati som delägare, alla med åker. Här fanns sex stugor med tillhörande uthus. De flesta tillhörde bönder i Ullvi. 1965 skedde sista fäbodvistelse.
1918 etablerades fast bosättning på en av gårdarna, den upphörde dock 1946. Ytterligare en helårsgår tillkom 1920 (Pellesgården) och 1936 (Pransgården). En ny gård utan jordbruk, Kallesgården anlades senare och 1970 fanns här tre bofasta gårdar. På 1980-talet fanns 21 bevarade byggnader.